# 영혼의 카니발
영혼의 카니발(Carnival Of Souls)은 미국에서 제작된 허크 하비 감독의 1962년 공포, 미스터리 영화이다. 캔데이스 힐리고스 등이 주연으로 출연하였고 허크 하비 등이 제작에 참여하였다.

## 출연

### 주연
- 캔데이스 힐리고스
- 프란시스 페이스트

### 조연
- 시드니 버거
- 아트 엘리슨
- 스탠 레빗

### Critical essays
- Introduction to Carnival of Souls an essay by John Clifford at the Criterion Collection
- Carnival of Souls an essay by Bruce Kawin at the Criterion Collection

### View the film
- CarnivalOfSoulsVideoQualityUpgrade   Carnival of Souls - 인터넷 아카이브 무료 다운로드

1. ↑  Weldon 1996, 93쪽.